# Paolo Rosselli
Paolo Rosselli (Milano, 26 febbraio 1952) è un fotografo italiano.

## Biografia
Paolo Rosselli nasce a Milano il 26 febbraio 1952.
Si interessa di fotografia a diciotto anni, in seguito ad un breve apprendistato nello studio del fotografo Ugo Mulas. Dopo la laurea in architettura, conseguita nel 1977 al Politecnico di Milano, si dedica interamente alla fotografia.

### Attività di fotografo
Dal 1979 al 1983, insieme allo storico dell’arte Arturo Schwarz, compie una serie di viaggi in India, Bhutan, Sikkim, Nepal, dove fotografa l'architettura dei templi e la scultura Hindu e Jain. I risultati di questa ricerca sono pubblicati in due volumi dall’editore Laterza, L'arte dell'amore in India e Nepal (1980) e Il culto della donna nella tradizione indiana (1983).
Nel 1984 realizza una ricerca sull’ambiente e l’architettura della regione svizzera dell’Engadina; pubblicate un anno dopo, queste immagini, di architettura, paesaggio e scene di vita quotidiana, sono esposte in Svizzera al Swiss Architecture Museum di Basilea (1987) e al Bündner Kunstmuseum di Chur (2013).
Negli stessi anni inizia a collaborare con le riviste Lotus International, Domus e Abitare. Realizza servizi fotografici su architetture contemporanee in Italia e nei paesi europei.
Nel 1986 inizia a documentare le architetture di Santiago Calatrava, attività che prosegue nei decenni successivi e che viene pubblicata nelle numerose monografie sull’architetto, tra le varie Il folle volo / The daring flight (Electa, 1988), Creatures from the Mind of the Engineer: The Architecture of Santiago Calatrava (Artemis Verlag, 1992), Santiago Calatrava (Taschen, 1998), Santiago Calatrava: The Complete Works (Rizzoli, 2004), Calatrava. Complete Works 1979–Today (Taschen, 2019).
Nel 1993 è invitato alla XLV Biennale di Venezia alla mostra Muri di carta. Vi espone immagini legate all’esperienza quotidiana della città, con una particolare attenzione ai messaggi, alle parole, ai segni. Una selezione di queste fotografie in bianco e nero e colore, che rappresentano uno studio su questi aspetti transitori della realtà, vengono pubblicate nel volume Messaggi personali dal Centro studi e archivio della comunicazione (CSAC) dell’Università di Parma.
Realizza nel 1996 una ricerca sull’architettura degli anni ‘50 a Milano che verrà pubblicata lo stesso anno da Motta Editore in Milano Moderna: Architettura e città nell'epoca della ricostruzione a cura di Fulvio Irace.
Per il centesimo anniversario della morte dello storico Jacob Burckhardt, realizza per lo Swiss Architecture Museum di Basilea una ricerca sull’architettura del Rinascimento a Roma, Milano, Firenze, rivisitata attraverso le fotografie degli Alinari di queste città.
Con il titolo Architecture in Photography (Skira, 2001), pubblica una selezione di fotografie di architettura realizzate a partire dal 1982. In occasione della mostra al Centro Culturale di Belem pubblica il volume Dislocation (Solea Editrice, 2002), una ricerca dedicata agli interni di case. Nel 2004 una mostra al Padiglione Italia della IX Biennale di Architettura di Venezia intitolata Notizie dall’interno, conclude questa ricerca sugli interni delle case con delle nuove immagini dedicate ai luoghi del lavoro.
In occasione del primo centenario della nascita dell'architetto Giuseppe Terragni, pubblica un atlante fotografico sulle opere realizzate da Terragni a Milano e Como negli anni ’30 (Skira, 2004). Il volume è accompagnato da testi di Attilio Terragni, Daniel Libeskind e dello stesso Rosselli.
Nella mostra GOOD N.E.W.S. alla Triennale di Milano (2006) espone una serie di immagini che sono il risultato di un montaggio di due fotogrammi. Con lavori analoghi, partecipa alla X Biennale di Architettura di Venezia (2006), con fotografie di Istanbul, Milano, Los Angeles, Londra, Shanghai.
Nel 2017 realizza per la mostra Rinascite al Museo Nazionale Romano un percorso fotografico sulle città di Amatrice e Accumuli in seguito al sisma.
Nel 2018 pubblica con Scopio, fondazione portoghese dedicata alla fotografia, una selezione di fotografie di architettura accompagnate da una intervista a cura di Pedro Gadanho.

### Attività di ricerca e scrittura
Sulla condizione della fotografia e sulla percezione del mondo reale nell’epoca del digitale Paolo Rosselli ha scritto due volumi pubblicati dalla casa editrice Quodlibet: Sandwich digitale (2009) e Scena mobile (2012).
Dal 2015 porta avanti il progetto Passages, una serie di interviste che conduce ad autori italiani, fotografi e non, con l’obiettivo di esplorare lo stato dell’arte della fotografia in Italia.

## Pubblicazioni

### Autore
- Fulvio Irace, Milano moderna. Architettura, arte e città 1947–2021, 24 ORE Cultura, 2021 con fotografie di Gabriele Basilico, Paolo Rosselli, Marco Introini, Filippo Romano, Giovanna Silva
- Manuel Orazi (a cura di), Carlo Aymonino. Fedeltà al tradimento / Loyalty to Betrayal, catalogo mostra (Triennale di Milano), Electa, 2021
- Paolo Rosselli, Giovanna Silva, Islamabad Today, Mousse Publishing, 2021
- Pedro Gadanho, Paolo Rosselli, A Talk on Architecture in Photography Duelo / Dueto, Scopio Network Editions, 2018
- Alessandra Acconci, Daniela Porro (a cura di), Rinascite. Opere d'arte salvate dal sisma di Amatrice e Accumuli, catalogo mostra (Museo Nazionale, Roma), Electa, 2017 con fotografie di Paolo Rosselli
- Collana sull’architettura del Novartis Campus di Basilea, edita da Christoph Merian Verlag, con fotografie di Paolo Rosselli: Ulrike Jehle-Schulte Strathaus (a cura di), Juan Navarro Baldeweg: Novartis Campus – Fabrikstrasse 18 (2015), Souto De Moura: Novartis Campus – Physic Garden 3 (2012), José Rafael Moneo: Novartis Campus – Fabrikstrasse 14 (2009), Krischanitz und Frank Architekten: Novartis Campus – Fabrikstrasse 16 (2008), Peter Märkli: Novartis Campus – Fabrikstrasse 6 (2006) Jaqueline Burckhardt E.a. (a cura di), David Chipperfield: Novartis Campus – Fabrikstrasse 22, 2011
- Elias Redstone, Shooting Space: Architecture in Contemporary Photography, Phaidon, 2015
- Stephan Kunz, Köbi Gantenbein (a cura di), Ansichtssache: 150 Jahre Architekturfotografie in Graubünden, Scheidegger & Spiess, 2013
- Paolo Rosselli, Scena mobile, Quodlibet, 2012
- Paolo Rosselli, Sandwich Digitale: La vita segreta dell'immagine fotografica, Quodlibet, 2009
- Attilio Terragni, Daniel Libeskind, Paolo Rosselli, Atlante Terragni: Architetture costruite, Skira, 2004
- Paolo Rosselli, Dislocation, Solea Editrice, 2002
- Paolo Rosselli, Architecture in Photography, Skira, 2001
- Paolo Rosselli, Antica città moderna: Vedute contemporanee di Matera, Libria, 2000
- Paolo Rosselli, Das Italien Jacob Burckhardts, S AM Schweizerisches Architekturmuseum Editions, 1997
- Fulvio Irace, Milano Moderna: Architettura e città nell'epoca della ricostruzione, Motta Editore, 1996 con fotografie di Gabriele Basilico e Paolo Rosselli
- Paolo Rosselli, Messaggi Personali, Skira, 1996
- AA.VV., Du grosses stilles leuchten, Offizin Verlag, 1992 con fotografie di Paolo Rosselli
- Paolo Rosselli, Engiadina: Architectura ed ambient – Architektur und Umwelt – Architettura e ambiente, Desertina Verlag, 1985 con testi di Enrico Mantero, Giovanni Tacchini
- Arturo Schwarz, Il culto della donna nella tradizione indiana, Laterza, 1983 con fotografie di Paolo Rosselli
- Arturo Schwarz, L'arte dell'amore in India e Nepal, Laterza, 1980 con fotografie di Paolo Rosselli

### Fotografo
- Philip Jodidio, Calatrava. Complete Works 1979–Today, Taschen, 2019
- Maristella Casciato, Fulvio Irace (curated by), Gio Ponti. Amare l'architettura, catalogo mostra (MAXXI, Roma), Forma Edizioni, 2019
- Lukas Meyer, Ira Piattini, Meyer Piattini, Quart Verlag, 2019
- Alberto Ferlenga, Nina Bassoli (a cura di), Ricostruzioni: Architettura, città, paesaggio nell'epoca delle distruzioni, catalogo mostra (Triennale di Milano), Silvana Editoriale, 2018
- Stefano Boeri Architetti (a cura di), Bosco Verticale / Vertical Forest, Action Group, 2017
- Fundación ICO, Juan Navarro Baldeweg: Un Zodíaco, catalogo mostra (Fundación ICO, Madrid), Museo ICO, 2015
- Richard Anderson, Zofia Trafas, Diana Ibanez Lopez, 20th Century World Architecture, Phaidon, 2012
- CSAC Università di Parma, I mille scatti per una storia d'Italia, Skira, 2012
- Ricky Burdett, Dejan Sudjic, Living in the endless city. Part 2, Phaidon, 2011
- Gerhard Mack, Herzog & de Meuron 1997–2001. The Complete Works. Volume 4, Birkhäuser, 2009
- Ricky Burdett, Dejan Sudjic, The endless city. Part 1, Phaidon, 2007
- Philip Jodidio, Calatrava: Complete Works 1979–2007, Taschen, 2007
- AA.VV., Modern Architecture A–Z, Taschen, 2007
- Gianluca Gelmini, Alvar Aalto, Motta Editore, 2007
- Fulvio Irace, Italo Rota (a cura di), Good N.E.W.S. Temi e percorsi dell’architettura, catalogo mostra (Triennale di Milano), Triennale Electa, 2006
- Sophie Paviol, L'invention d'un espace: Giuseppe Terragni, Infolio, 2006
- AA.VV., Entrez Lentement: Eilleen Gray in Roquebrune, Editoriale Lotus, 2005
- Ábalos & Herreros, Grand tour, catalogo mostra (Fundación ICO, 2005), CAAM + Fundación ICO, 2005
- Robert Elwall, Building With Light: An International History of Architectural Photography, Merrell, 2004
- Alexander Tzonis, Santiago Calatrava: The Complete Works, Rizzoli International Publications, 2004
- Michael Levin, Santiago Calatrava Artworks, Birkhäuser, 2002
- M. Barenghi, Gianni Canova, Bruno Falcetto (a cura di), La visione dell'invisibile, catalogo mostra Le città in/visibili, Triennale di Milano), Mondadori, 2002
- Michael Levin, Calatrava Drawings and Sculptures, Santiago Calatrava Valls, 2000
- Alexander Tzonis, Santiago Calatrava: La poetica del movimento, Rizzoli, 1999
- Anthony Tischhauser, Calatrava: Public Buildings, Birkhäuser, 1998
- Luca Molinari, Santiago Calatrava, Skira, 1998
- Philip Jodidio, Santiago Calatrava, Taschen, 1998
- Marco Romanelli (a cura di), Intorno alla fotografia: 37 cornici per 37 fotografi, catalogo mostra, (Fondazione Bruno Danese, Milano), Fondazione Bruno Danese, 1998
- Achille Sacconi, Roberta Valtorta, 1987–97 Archivio dello spazio, Art&, 1997
- Paolo Placido Caputo (a cura di), Le architetture dello spazio pubblico, Electa, 1997
- Dennis Sharp, Santiago Calatrava, Academy Editions, 1996
- Kenneth Frampton, Anthony C. Webster, Anthony Tischhauser, Santiago Calatrava Bridges. Second edition, Birkhäuser, 1996
- Sergio Polano, Santiago Calatrava: Opera completa, Electa, 1996
- Mario Lupano, Juan Navarro Baldeweg, Motta Editore, 1996
- Mirko Zardini, Pierluigi Nicolin, Santiago Calatrava: Libro segreto, Motta Editore, 1995
- Raffaella Neri (a cura di), Il Centro altrove. Periferie e nuove centralità nelle aree metropolitane, catalogo mostra (Triennale di Milano), Electa, 1995
- Marko Pogačnik, Il segno della memoria, 1945-1995: BBPR monumento ai caduti nei campi nazisti, Electa, 1995
- Gloria Arditi, Cesare Serratto, Gio Ponti: venti cristalli d’architettura, Il Cardo Editore, 1995
- Kenneth Frampton, Anthony C. Webster, Anthony Tischhauser, Calatrava Bridges, Artemis Verlag, 1993
- Matilda McQuaid (a cura di), Santiago Calatrava: Structure and Expression, catalogo mostra (MoMA, New York), MoMA, 1993
- Bernhard Klein, Santiago Calatrava: Banhof Stadelhofen, Zürich, Ernst Wasmuth Verlag, 1993
- Angel González García, Juan José Lahuerta, Juan Navarro Baldeweg: Opere e progetti, Electa, 1990
- Werner Blaser, Kenneth Frampton, Pierluigi Nicolin, Santiago Calatrava: Ingenieur-architektur / Engineering architecture, Birkhäuser, 1989
- Santiago Calatrava, Il folle volo / The daring flight, Electa, 1988
- Fulvio Irace, Gio Ponti: La casa all'italiana, Electa, 1988
- Pietro Derossi, Progettare nella città: A Torino sul fiume Dora dove le fabbriche sono vuote, Allemandi, 1988
- AA.VV., Le città immaginate. Un viaggio in Italia, nove progetti per nove città., catalogo mostra (XVII Triennale di Milano), Electa, 1987
- Arata Isozaki, Gio Ponti, 1891–1979, catalogo mostra (The Seibu Museum of Art, Tokyo), The Seibu Museum of Art, 1986

## Mostre

### Personali e collettive
- Carlo Aymonino. Fedeltà al tradimento / Loyalty to Betrayal, a cura di Manuel Orazi, Triennale di Milano, 2021
- Gio Ponti. Amare l'architettura, a cura di Maristella Casciato, Fulvio Irace con Margherita Guccione, Salvatore Licitra, Francesca Zanella, sezione fotografica a cura di Paolo Rosselli, MAXXI, Roma, 2019
- Ricostruzioni: Architettura, città, paesaggio nell'epoca delle distruzioni, a cura di Alberto Ferlenga, Nina Bassoli con Jacopo Galli, Claudia Gallo, Triennale di Milano, 2018
- Rinascite. Opere d'arte salvate dal sisma di Amatrice e Accumuli, a cura di Alessandra Acconci, Daniela Porro, Museo Nazionale, Roma, 2017
- Paesaggi con bambole: Fotografie di Paolo Rosselli, Galleria P46, Camogli (GE), 2014
- Ansichtssache: 150 Jahre Architekturefotografie in Graubünden, a cura di Stephan Kunz, Köbi Gantenbein, Bündner Kunstmuseum, Chur, Switzerland, 2013
- Paolo Rosselli: Scena Mobile, Galleria Alessandro De March, Milano, 2012
- Good N.E.W.S. Temi e percorsi dell’architettura, a cura di Fulvio Irace, Italo Rota con Fausto Colombo, Luciano Patetta, Triennale di Milano, 2006
- Notizie dall’interno, IX Biennale di Architettura di Venezia, Padiglione Italia, Venezia, 2004

- Dislocation – Agrandissements d'un intérieur, FNAC 2 Italie, Paris, France, 2004
- Dislocation – Ingrandimenti da un interno, FNAC, Milano, 2003
- Paolo Rosselli: Architecture in Photography, Centro Cultural de Belem, Lisbon, Portugal, 2002
- Antica città moderna: Vedute contemporanee di Matera, a cura di Spazio Stella, Matera, 2000
- Paolo Rosselli: Architecture in Photography, SK Josefberg Studio, Portland, USA, 2000
- L’italiano Jacob Burckhardt, Istituto Svizzero, Villa Maraini, Roma, 1998
- On Words and Signs, Fotoforum-West, Innsbruck, Austria, 1998
- Das Italien Jacob Burckhardts, ArchitekturMuseum, Basel, Switzerland, 1997
- Paolo Rosselli. Messaggi Personali, Galleria del Teatro, Parma, 1996
- Muri di carta, la fotografia dopo le avanguardie, XVL Biennale di Venezia, Padiglione Italia, Venezia, 1993

- Paolo Rosselli: Photograpische Notizen Engadin, ArchitekturMuseum, Basel, Switzerland, 1987
- Le città immaginate. Un viaggio in Italia, nove progetti per nove città., XVII Triennale di Milano, a cura di Pierluigi Nicolin, Giuseppe Marinoni, Michele Pugliese, Triennale di Milano, 1987